# José Guillermo del Solar
José Guillermo del Solar Álvarez-Calderón (Lima, 28 de noviembre de 1967), conocido deportivamente como Chemo del Solar, es un exfutbolista y entrenador de fútbol peruano. Dirige actualmente al Club Deportivo Universidad César Vallejo de la Segunda División del Perú. Jugó profesionalmente en los clubes peruanos San Agustín y Universitario de Deportes, el chileno Universidad Católica, el turco Beşiktaş, el belga RKV Malinas y los clubes españoles: Valencia, Celta de Vigo, Salamanca y Tenerife. Asimismo, fue internacional con la selección de fútbol de Perú, con la que jugó seis ediciones de la Copa América: las de 1987, 1989, 1991, 1993, 1995 y 2001, una Copa de Oro de la Concacaf en 2000 y también participó en los torneos clasificatorias para los mundiales de Italia 1990, Estados Unidos 1994, Francia 1998 y Corea del Sur/Japón 2002, totalizando 74 encuentros y convirtiendo 9 goles.
Se inició en las divisiones menores del club Universitario de Deportes y a mediados de 1986 pasó al Club Deportivo San Agustín. Dicho cuadro le permitió debutar oficialmente en la Primera división ese mismo año. Vistiendo la camiseta del Deportivo San Agustín, logró ganar el campeonato en el año de su debut: el sueño de todo jugador. En 1987, regresó a Universitario de Deportes, logrando el título de campeón en ese mismo año con el club de sus amores. En su primer partido con la camiseta crema jugó frente a Municipal, empatando a un tanto.
Defendió la camiseta de la Universidad Católica, consagrándose como campeón de la Copa de dicho país en 1991. Posteriormente fichó por el Tenerife. En España también defendió los colores del Celta de Vigo, el Salamanca, y el Valencia. En 1999 regresó al Perú para retornar a Universitario de Deportes, y consiguió el campeonato de ese año. En 2000 volvió a emigrar, y jugó en el KV Malinas belga. Se retiró en 2002, tras haber obtenido el Campeonato Apertura. 
En 2005 asumió la dirección técnica de Sporting Cristal de la liga peruana de fútbol con el que ganó el Torneo Clausura y luego el Título nacional en partido definitorio ante Cienciano en la ciudad de Arequipa. El 13 de diciembre del 2006, la directiva de la Universidad Católica confirma su llegada a la institución, en reemplazo del destituido  Jorge Pellicer, logrando el subcampeonato del Torneo de Apertura.
En julio de 2007 fue nombrado técnico de la Selección peruana de fútbol. Dirigió al conjunto inca durante todo el proceso eliminatorio para el Mundial de Sudáfrica de 2010, ubicándolo en el último lugar de la clasificación sudamericana.

## Trayectoria

### Clubes
Ingresó en las divisiones menores del Club Universitario de Deportes y a mediados de 1986 pasó al Deportivo San Agustín. Dicho cuadro le permitió debutar oficialmente en la primera división el 9 de agosto del mismo año. Vistiendo la camiseta del Deportivo San Agustín, logró ganar el campeonato en el año de su debut.
En 1987, regresó a Universitario de Deportes, año en el que se consagró campeón nacional. Su primer encuentro vistiendo la camiseta crema fue frente a Deportivo Municipal, finalizando en un empate a un gol. En 1989, fue transferido a la Universidad Católica de Chile donde es uno de los jugadores leyendas del club. Su buen rendimiento en el equipo cruzado (donde jugó 67 partidos por el Campeonato Nacional, con 1 gol) le abrió las puertas del Viejo Continente en 1992. Cerca de un millón y medio de dólares desembolsó el C. D. Tenerife para contar con sus servicios. En España también defendió los colores del U. D. Salamanca (con el que descendió a la segunda división), Celta de Vigo y Valencia C. F., club al que llegó de la mano de Jorge Valdano.
En 1998 recaló en el fútbol turco. En 1999, regresó al Perú para retornar al Universitario de Deportes, y consiguió el campeonato de ese año. En 2000, volvió a emigrar, y jugó en el Mechelen de Bélgica hasta junio, pues en julio volvió al país que lo vio nacer para ganar el «Tricampeonato» con la camiseta merengue. En 2001, Universitario de Deportes atravesaba una difícil situación económica, por lo que Chemo decidió jugar gratis y aportar de su propio dinero al club durante todo ese año, hasta su retiro. Se retiró en 2002, tras obtener el Torneo Apertura.

### Selección Peruana
Fue convocado a la selección el 28 de enero de 1986, en un torneo amistoso en la ciudad india de Thiruvananthapuram ante la Selección de China, que finalizó con marcador de 3-1 a favor de los asiáticos.
Participó en las eliminatorias para los Mundiales de Italia 1990 y Estados Unidos 1994 con un saldo negativo de un solo punto ganado entre ambos torneos clasificatorios. Chemo jugó los primeros partidos en las eliminatorias para la Copa Mundial de Fútbol de 1998 pero luego renunció al seleccionado peruano ante los pobres resultados cosechados, alegando diferencias irreconciliables con varios miembros del plantel.
Sin embargo, la selección peruana se recompuso consiguiendo un lugar expectante para su clasificación mundialista, circunstancia que no se daba desde las eliminatorias de 1985, perdiendo el boleto a la cita ecuménica solamente a partir de la penúltima fecha, en el Estadio Nacional de Chile ante el conjunto local, cayendo por 4-0. José Guillermo se limitó a observar dicho encuentro como un aficionado más. Para las eliminatorias para la Copa Mundial de Fútbol de 2002, el técnico colombiano Francisco Maturana lo convenció para volver a la selección y participó de todo el proceso. Su último encuentro con la selección lo disputó el 8 de noviembre de 2001 con una derrota ante Argentina y la consecuente eliminación a la cita mundialista.

#### Participaciones en Copa América
| Copa              | Sede      | Resultado        | Partidos | Goles | Prom. |
| ----------------- | --------- | ---------------- | -------- | ----- | ----- |
| Copa América 1987 | Argentina | Primera fase     | 2        | 0     | 0.00  |
| Copa América 1989 | Brasil    | Primera fase     | 4        | 0     | 0.00  |
| Copa América 1991 | Chile     | Primera fase     | 4        | 2     | 0.50  |
| Copa América 1993 | Ecuador   | Cuartos de final | 4        | 2     | 0.50  |
| Copa América 1995 | Uruguay   | Primera fase     | 3        | 0     | 0.00  |
| Copa América 2001 | Colombia  | Cuartos de final | 3        | 1     | 0.33  |

#### Participaciones en Copa de Oro
| Copa                | Sede           | Resultado    | Partidos | Goles | Prom. |
| ------------------- | -------------- | ------------ | -------- | ----- | ----- |
| Copa de Oro de 2000 | Estados Unidos | Cuarto lugar | 4        | 1     | 0.25  |

## Como entrenador
Tras su retiro como futbolista, regresó a España para iniciar sus estudios como técnico de fútbol, graduándose en 2004. Nuevamente de la mano de Jorge Valdano, en ese entonces mánager deportivo del Real Madrid, llegó al club merengue como responsable técnico del Real Madrid B, aunque solo estuvo una semana en el puesto, ya que fue separado por una sanción por dopaje de la Federación Peruana de Fútbol, aunque él ya estaba retirado como futbolista. En 2005, inició su carrera profesional dirigiendo por solo tres encuentros oficiales (igual número de derrotas) al Club Atlético Colón junto con el argentino-español Juan Antonio Pizzi.
En el mes de mayo del mismo año, asumió la dirección técnica del Sporting Cristal, con el que ganó el Torneo Clausura y el título nacional. El 13 de diciembre de 2006, la dirigencia de la Universidad Católica confirmó su arribo a la institución, en reemplazo del destituido Jorge Pellicer, logrando el subcampeonato del Torneo de Apertura. En julio de 2007 fue nombrado técnico de la selección de fútbol del Perú.
Dirigió al conjunto inca durante todo el proceso eliminatorio para la Copa Mundial de Fútbol de 2010. Como resultado de su trabajo, la selección peruana finalizó en el último lugar de la clasificación sudamericana en dicho torneo. El 16 de agosto de 2010, volvió al Club Universitario de Deportes, luego de aproximadamente ocho años, como su entrenador. Al término de la primera ronda del Campeonato Descentralizado 2012, Del Solar fue despedido de la conducción técnica del club, dejándolo entre las últimas posiciones de dicho campeonato. En el 2014 regresó nuevamente al Club Universitario de Deportes tras la salida de Ángel Comizzo, aunque solo estuvo cinco meses en el cargo ya que decidió renunciar a la dirección técnica para pasar a ser el director deportivo del club. En diciembre de 2015 fue contratado por la Universidad de San Martín. En 2017, después de dirigir a la Universidad de San Martín llegó a un acuerdo para dirigir nuevamente a Sporting Cristal después de 11 años, siendo cesado después de malos resultados.
En diciembre de 2017 fue contratado por la Universidad César Vallejo por el 2018 logrando campeonar y ascender a Primera. Tras eso renueva por todo el 2019.

## Clubes

### Como futbolista
| Club                 | País    | Año       | Partidos | Goles |
| -------------------- | ------- | --------- | -------- | ----- |
| Universitario        | Perú    | 1986-1989 | 56       | 4     |
| San Agustín          | Perú    | 1986-1987 | 61       | 6     |
| Universidad Católica | Chile   | 1989-1992 | 85       | 3     |
| Tenerife             | España  | 1992-1995 | 82       | 5     |
| Salamanca            | España  | 1995-1996 | 36       | 6     |
| Celta de Vigo        | España  | 1996-1997 | 31       | 1     |
| Valencia             | España  | 1997-1998 | 12       | 0     |
| Beşiktaş             | Turquía | 1998-1999 | 27       | 1     |
| Universitario        | Perú    | 1999-2000 | 35       | 8     |
| KV Malinas           | Bélgica | 2000-2001 | 17       | 1     |
| Universitario        | Perú    | 2001-2002 | 37       | 10    |
| Total                | Total   | Total     | 479      | 45    |

### Como entrenador
| Club                             | País      | Año           | PJ  | PG  | PE  | PP  | Efectividad |
| -------------------------------- | --------- | ------------- | --- | --- | --- | --- | ----------- |
| Colón                            | Argentina | 2005          | 3   | 0   | 0   | 3   | 0%          |
| Sporting Cristal                 | Perú      | 2005-2006     | 75  | 40  | 18  | 17  | 61.33%      |
| Universidad Católica             | Chile     | 2007          | 22  | 14  | 4   | 4   | 69.7%       |
| Selección del Perú               | Perú      | 2007-2010     | 29  | 6   | 6   | 17  | 27.59%      |
| Universitario                    | Perú      | 2010-2012     | 98  | 36  | 28  | 34  | 46.25%      |
| Universitario                    | Perú      | 2014          | 19  | 7   | 4   | 8   | 43.86%      |
| Universidad San Martín de Porres | Perú      | 2015-2016     | 44  | 15  | 10  | 19  | 41.67%      |
| Sporting Cristal                 | Perú      | 2017          | 26  | 8   | 6   | 12  | 38.46%      |
| Universidad César Vallejo        | Perú      | 2018-2022     | 163 | 76  | 45  | 42  | 55.83%      |
| Selección del Perú sub-23        | Perú      | 2023-2024     | 8   | 2   | 2   | 4   | 33.33%      |
| Selección del Perú sub-20        | Perú      | 2024-2025     | 16  | 3   | 6   | 7   | 31.25%      |
| Universidad César Vallejo        | Perú      | 2025-presente | 14  | 6   | 2   | 6   | 47.62%      |
| Total                            | Total     | Total         | 517 | 213 | 131 | 173 | 49.65%      |

## Palmarés

### Como futbolista

#### Campeonatos nacionales
| Título           | Club                      | País  | Año  |
| ---------------- | ------------------------- | ----- | ---- |
| Primera División | Deportivo San Agustín     | Perú  | 1986 |
| Primera División | Universitario de Deportes | Perú  | 1987 |
| Copa Chile       | Universidad Católica      | Chile | 1991 |
| Primera División | Universitario de Deportes | Perú  | 1999 |
| Torneo Apertura  | Universitario de Deportes | Perú  | 2000 |
| Torneo Apertura  | Universitario de Deportes | Perú  | 2002 |

| Título                    | Club                      | País | Año  |
| ------------------------- | ------------------------- | ---- | ---- |
| Torneo Clausura           | Sporting Cristal          | Perú | 2005 |
| Primera División del Perú | Sporting Cristal          | Perú | 2005 |
| Segunda División del Perú | Universidad César Vallejo | Perú | 2018 |

#### Distinciones individuales
| Distinción                                                                               | Año  |
| ---------------------------------------------------------------------------------------- | ---- |
| Incluido en el Equipo Ideal de América                                                   | 1991 |
| "Mejor Defensa Central Izquierdo de América" (El País)                                   | 1991 |
| Futbolista del Mes del Celta de Vigo (mayo)                                              | 1997 |
| Considerado dentro de los 80 mejores jugadores en la historia de la Universidad Católica | 2017 |
| Nominado a entrenador del año de la Liga 1                                               | 2021 |